# ジョーン・オブ・ケント
ジョーン・オブ・ケント（英語: Joan of Kent, 1328年9月29日 - 1385年8月7日）は、イングランドのエドワード黒太子の妃で最初のプリンセス・オブ・ウェールズ。フェア・メイド・オブ・ケント（The Fair Maid of Kent, ケントの美女）と呼ばれた。エドワード2世の異母弟である初代ケント伯エドマンド・オブ・ウッドストックと妻マーガレット・ウェイクの娘。3度結婚しており、エドワード黒太子は最後の夫である。

## 生涯
1340年にトマス・ホランド（1314年頃 - 1360年）と最初の結婚をしたが、この結婚は秘密結婚であり、間もなく家族によって第2代ソールズベリー伯ウィリアム・モンタギュー（1328年 - 1397年）と結婚させられている。しかし、1349年にローマ教皇クレメンス6世により、ジョーンはソールズベリー伯との結婚の無効、およびトマス・ホランドの結婚の有効が認められた。1352年にジョーンの弟である第3代ケント伯ジョン（1330年 - 1352年）の死によりジョーンは夫トマス・ホランドと共にケント伯を継承した。
2人の間に生まれた子供は4人が知られている。
- トマス・ホランド（1350年 - 1397年） - 第2代ケント伯
- ジョン・ホランド（1352年頃 - 1400年） - 初代エクセター公
- ジョーン・ホランド（1356年 - 1384年） - ブルターニュ公ジャン4世と結婚
- モード・ホランド（1359年 - 1392年） - サン＝ポル伯兼リニー伯ワレラン3世と結婚

1360年にトマス・ホランドと死別した後、翌1361年にエドワード黒太子と再婚した。ジョーンは黒太子の父エドワード3世の従妹に当たる。黒太子との間には2男をもうけた。
- エドワード・オブ・アングレーム（1365年 - 1372年）
- リチャード2世（1367年 - 1400年） - イングランド王

1376年に黒太子が死去、1377年にリチャード2世が即位した。ジョーンは幼少のリチャード2世を手元に置いて育て上げ、1385年に56歳で亡くなるまで彼の人格形成に大きな影響を与えた。トマス・ホランドとの間に生まれた息子達はリチャード2世に重用され、1397年に次男ジョンはエクセター公、孫のトマス・ホランドはサリー公に叙爵されたが、1399年にリチャード2世が廃位されヘンリー4世が即位すると冷遇され、1400年に両者は謀反（エピファニー蜂起）に失敗してソールズベリー伯ジョン・モンタギュー（ジョーンの2番目の夫ウィリアム・モンタギューの甥）、元グロスター伯トマス・ル・ディスペンサーと共に処刑された。
ジョーンにはガーター勲章にまつわる伝説がある。百年戦争における1347年のカレー包囲戦で勝利、カレーを占領したイングランド軍が開いた舞踏会で、ジョーンがダンス中にガーターを落とし、それを拾い上げたエドワード3世が自分の左足にはめてジョーンをフォローしたことがガーター勲章誕生のきっかけとされている。史実とは認められていないが、騎士道精神を示す逸話として語り継がれている。なお、ガーター騎士団は王族限定ながら創設当初から女性の受爵を認めている。